# 次の犠牲者をオシラセシマス
『次の犠牲者をオシラセシマス』（つぎのぎせいしゃをオシラセシマス）は、ブーストオンより発売されているPlayStation Portable用ゲームソフト。ジャンルはアドベンチャーノベル。非人道的な殺人ゲーム「シリアルキラーゲーム」に巻き込まれた14人の男女の物語を描く。
全3巻で2011年10月6日に第1巻『-君とこの果てることのない暗闇を-』を発売。以降同年12月8日に第2巻『-死と絶望を乗り越えて-』、2012年2月9日に最終巻『-崩壊する世界に死神と-』が発売された。

## ゲーム内容
プレイヤーは各巻毎に違う主人公とヒロインの立場でシリアルキラーゲームを体験する事になる。各巻は時系列で繋がっているのではなく、一つの事件を別々の立場、視点から追う内容となっている。但し、同じ事件とは言え、巻毎に異なるストーリーが展開される。
「シリアルキラーゲーム」はボードゲーム『汝は人狼なりや?』に近い複雑なルールが設定されているが、本作自体はオーソドックスなテキストアドベンチャーである。メッセージを読み進め、選択肢を選んでシナリオを進めていく。選択肢を間違うとバッドエンド（ゲームオーバー）になる事もある。下記の「指名」をプレイヤーの意思で選択する事は基本的に無く、選ぶとしても物語に沿って提示された名前から選択する事になる。
また、自由行動中は各登場人物の所へ行って手持ちのキーワードに関する情報を集めるといったシステムも用意されている。最低限の情報を集めればストーリーを進められるが、主人公の行動次第ではエンディングを分岐させる事もある。

## シリアルキラーゲーム
- ルール1：本ゲームは14人の参加者によって行われる。
- ルール2：参加者は勝負がつくまで会場から抜け出す事はできない。
  - 本作の舞台となるのは孤島の廃墟であり、島からの脱出は勿論、エレベーターや階段が壊れている為、地上に下りる事すら出来ない。
- ルール3：参加者は<<シリアルキラー>>と<<市民>>の役を振り分けられ、役は本人にのみ知らされる。シリアルキラーは3人。市民は11人。
- ルール4：参加者はゲーム運営のため、腕輪型の装置を身に付ける。
  - 腕輪は外す事は許されず、もしも外そうとしたり壊そうとすると腕輪に内蔵された毒針によって殺害されてしまう。後述のルール違反に際しても毒針が機能する。
- ルール5：1ターンは1時間の自由時間と8分の「指名」タイムで構成される。
- ルール6：指名タイムでは、参加者は誰か1人殺したい参加者（本人含む）を「指名」する。
  - 「指名」の投票は各人に用意された専用の投票ルーム内で行われる。投票が始まると投票ルームの扉に鍵が掛かり、投票終了後に開錠される。
- ルール7：ターン終了後、シリアルキラーによって「指名」された人物のうち指名数が最も多かった人物は死亡する。
- ルール8：ターン終了後、市民によって「指名」された人物のうち指名数が最も多かった人物は死亡する。
  - 投票タイム終了後、全員の携帯電話に「次の犠牲者をオシラセシマス」という件名のメールが届き、死亡する参加者と処刑方法が発表される。そして当事者は投票ルームに閉じ込められ、内部に設置された処刑用機械で惨たらしく殺害される。バッドエンドも含めれば14人全員が最低一度は処刑されるので、処刑方法は全員違うものが用意されている事が判る。尚、投票ルームの扉は極めて頑丈であり、破壊はまず不可能。
- ルール9：全てのシリアルキラーが死亡すれば市民の勝利となり、市民がシリアルキラーと同数以下となればシリアルキラーの勝利。
  - ここで言う「死亡」とは指名で殺害される以外に、ルール違反や不慮の事故で死亡した場合も含む。
- ルール10：市民側特別役。<<警官>>が指名した相手はそのターンには死亡しない。警官は1名のみ割り当てられる。
  - 警官の指名は絶対であり、例え他の全員が同じ人物に投票していたとしても警官が指名すればその人物は死なない。つまり14人全員が1人の人物を指名すれば誰も死なないと言う事になる。
- ルール11：市民側特別役。<<探偵>>は指名した相手がシリアルキラーか否かを知る事が出来る。探偵は1名のみ割り当てられる。
  - 投票終了後、探偵が参加者の役割を調べる探偵タイムが設けられている。
- ルール12：警官および探偵の「指名」はルール8のカウントには含まれない。
- ルール13：探偵が指名できるのは、他の誰かが指名している人間だけである。
- ルール14：シリアルキラー側の「指名」が同数になった場合、優先権を持ったシリアルキラーの「指名」が適用される、優先権を持つシリアルキラーは毎ターン規則的に入れ替わる。
- ルール15：市民側の「指名」が同数になった場合、同率1位の参加者が死亡する。
  - 例えば探偵、警官を除く市民9人にA、B、Cの三人が指名されたとして、AとBが4票ずつ、Cが1票とするとAとBが死亡する。つまり場合によっては市民側の指名だけで二人以上死亡する事も在り得る。
- ルール16：参加者同士で直接的な暴力行為が行われたり、時間内に「指名」しないなどルールを破った者はその時点で反則負けとなる。
  - 暴力の判定は厳しく、殺傷は勿論、軽く叩いただけでも反則負けとなる。一方、直接的でなければ該当しない場合もあり、例えば爆弾で人を殺傷したとしても、自分で起爆させたのでなければ反則には当たらないとされる。
- ルール17：勝負がついた時、負けた側はその時点で生存していても全員死亡する。
  - これはシリアルキラー側の勝利の場合である（市民側の勝利の時点で既にシリアルキラーは全滅している為）。
- ルール18：1～17のルールに反しない限り、行動や発言は自由である。

## 登場人物
森崎 昇（もりさき のぼる）
声 - 水島大宙
第一巻「君とこの果てることない暗闇を」の主人公。男子高校生。直情的で優しいが、人を疑うことに慣れていない。故に楓からは「（殺人ゲームにおいては）危ない」と評される。香菜とは元恋人で、付き合っていた当時は彼女の怪しい発明や薬品の実験台にされていた。香菜が高校を卒業する際に、納得の行く理由も聞かされないまま一方的に振られた為、今でも彼女のことを想っている。部活には所属していない。18歳。

青樹 香菜（あおき かな）
声 - 櫻井浩美
第一巻のヒロイン。女子大生。論理的思考が得意だが感情的にもなる事も多い、判りやすい典型的なツンデレ。マイペースで協調性に欠ける為、人間関係の構築は苦手。科学関係では万能すぎる性能を持ち、ありあわせの材料で色々な物を作り出す。しかし昇曰く、高校時代は知識も技術力も大したことは無かったらしく、大学で飛躍的に優秀になった。高校時代は昇とは恋人だったがある理由で彼女の方から一方的に振った。しかしそれは昇を嫌いになった為ではなく、今でも密かに彼を想い続けている。19歳。

浅川 楓（あさかわ かえで）
声 - 斎藤千和
第二巻「死と絶望を乗り越えて」の主人公。男性口調の女子大生。クールビューティーなイメージ通り客観的思考に長け、人を煙に撒いたような言動が多い。反面、感情からくる理屈に合わない行動は読み違える事も。オタク文化やネットで度々挙がるネタを使用して人をからかう事もしばしば。美紀に「お姉様」と呼ばれただの先輩以上に慕われているが、自身に本当の恋愛経験は無い。虫が大の苦手で、「虫のようにも見えるもの」すら本気で嫌がる。中学時代は空手の全国大会で優勝する程だったが、空手はそれでやめた為、現在ではそこまでの実力は無い。21歳。

笹木 美紀（ささき みき）
声 - 水沢史絵
第二巻のヒロイン。女子大生で、楓の後輩。運動神経と筋力は優れているが難しいことは分からないという、いわゆる脳筋キャラ。その腕っ節はつむじが「化け物」と評する程。中学時代に空手の全国大会で楓に敗れて以来、楓に憧れており「お姉様」と呼んで、友情以上の関係を望んでいるようだが、常にスルーされている。男嫌いだが、本人曰く「そっち系じゃなくて楓お姉様系」。「うひゃー」が口癖。19歳。

坂橋 圭介（さかはし けいすけ）
声 - 近藤孝行
第三巻「崩壊する世界に死神と」の主人公。男子中学生。正義感が強く、曲がったことが許せない。困っている人を放っておけない性格。霞の保護者的存在だが、日常生活では少々だらしなく逆に霞に世話を焼かせる事も。漫画や特撮が好きな普通の中学生だが、目上の人間には敬語を使う。霞を守る為なら命をも投げ出す覚悟を持ち、常にその信念と正義感を以て行動する。しかしそれ故に考えが浅い訳ではないにしても、感情的な部分を突かれる事が多く、心理戦は不得意。また、女心には疎い一面もあり、霞を苛立たせる事も。14歳。

三上 霞（みかみ かすみ）
声 - 花澤香菜
第三巻のヒロイン。女子中学生。兄を目の前で惨殺された過去から、血や人の死にトラウマを持つ少女。人見知りが激しく慣れない人と話す時はどもるが、圭介に対してだけは普通に喋れる。一方、色恋沙汰には関心が強く、恋愛話だと饒舌になる。圭介とは両想いだが、互いに口に出せずにいる。本が大好きな文学少女であり、圭介曰く「メルヘンチックなものやベタベタな恋愛ものばかり読んでいる」との事。それが高じてか中学の演劇部では脚本を務めている（評価は「いい話だけど台詞が恥ずかしい」）。また、ノートにポエムを書いたりもしているらしい。13歳。

柏木 つむじ（かしわぎ つむじ）
声 - たみやすともえ
反抗期の小学生。警戒心が強く、誰も信用しようとしない。妹のはるかの為なら自分を含む誰が死んでも構わないと考えている。はるかを苛める、泣かせる相手には憎悪を剥き出しにし、学校ではそれが原因で喧嘩が絶えないらしい。話術で大人と渡り合うほど精神年齢が高いが、年相応の一面も持つ。12歳。

柏木 はるか（かしわぎ はるか）
声 - たみやすともえ
つむじの双子の妹。兄にべったりの泣き虫少女。兄とは逆に精神年齢が低く、ゲームのルールもよく理解していない為、完全につむじに従っている。つむじとは学校が同じだが、クラスは違う。12歳。

皇木 薫（すめらぎ かおる）
声 - 佐藤利奈
交通課の婦人警官。職業柄、正義感が強く、融通が利かないほど規律にうるさい。例え死刑囚でも命を奪うことは由としない。一方で抜けている所も多く、基本的に他の参加者にはダメ警官として見られている。友人関係の所為で年齢や恋愛の話題を振ると怒る。同僚の恋愛に対する鬱憤を射撃訓練にぶつけていたらしく、射撃は得意。兄が居るが、酒癖が悪く度々警察の世話になっていると言う。24歳。

ジャック
声 - 中國卓郎
連続殺人犯の死刑囚。倫理感や道徳と言ったものが欠如しており、人を殺す事を生き甲斐としている。シリアルキラーゲームにも積極的。ジャックとは通り名であり、本名は「今宮一郎」。55歳。

樫沢 秀明（かしざわ ひであき）
声 - 杉山紀彰
男子大学生。論理的思考と常とし、机上の空論ではなく常に策を巡らせ、最善手を考えている。演説癖があり、他人を自分の考えやアイデアに巻き込む事も。その性格の為か友達は少なく、勉強ばかりしていた高校時代を少々悔やんでいる。ホラー映画が苦手。自分に全員の票を集め、警官の権限でそれを打ち消す事によって誰も死なない状況を保つ、と言う作戦を提案する。21歳。

高円寺 唯柚（こうえんじ ゆゆ）
声 - 新谷良子
女子大生。世間知らずのお嬢様であり、緊張感に欠けた電波な言動が多い。一方、物の本質を突いた発言をすることもある。また、家庭的な料理が作れたり、花屋でアルバイトをしていたりなど、単なる世間知らずではないしっかりした一面も。花が大好き。見た目からは判別が難しいが22歳（作中で圭介が19歳と推測するシーンがある）。

西野 吉勇（にしの よしいさ）
声 - 上別府仁資
国会議員。権力を笠に威張り散らし、自分の保身のみを考える。思考が常に自分本位なので、まともに会話をしようとしても話が噛み合わない。56歳。

早倉 紅春（さくら こはる）
声 - 後藤邑子
看護士。少々抜けているがいざと言うときはしっかり者。仕事柄、独自の死生観を持っており、何かと医療の現場に当てはめて話す傾向がある。23歳。

### シリアルキラー
14人の参加者中、割り振られている3人のシリアルキラーをそれぞれの性質で便宜上呼称したもの。但し、YとZの呼称は第一巻のみ使用される。
X
黒幕が送り込んだとされる本物の殺人鬼。「指名」を一人に集中させて警官の権限でそれを無効化すると言う樫沢の作戦を無視し、自ら「指名」を繰り返す。更には犠牲を出さずに脱出する方法を模索する主人公達をも悉く潰しに掛かり、参加者の心理を巧妙に誘導して疑心暗鬼に陥るように仕向ける。過去に行われたシリアルキラーゲームにもXと呼ばれる人物がいたとの事で、いずれも参加者を潰すように立ち回っていたと言う。
Y
黒幕とは関係無いが、何らかの理由でゲームに積極的なシリアルキラー。場合によっては上記の作戦に同調せず、「指名」を行っている模様。
Z
主人公達に協力的なシリアルキラー。樫沢の作戦に常に同調し、自ら「指名」を行う意思は無いとされる。

## 主題歌
第一巻『君とこの果てることない暗闇を』OP「Butterfly」
歌 - ヲタみん / 作詞・作曲 - あるるかん
第二巻『死と絶望を乗り越えて』OP「―H.E.L.P―」
歌 - ヲタみん / 作詞・作曲 - あるるかん
第三巻『崩壊する世界に死神と』OP「Us」
歌 - ヲタみん / 作詞・作曲 - あるるかん